# 阿卜杜勒·馬吉德·米爾扎
蘇丹·阿卜杜勒·馬吉德·米爾扎·艾因杜烏拉（波斯語：‎；1845年—1927年）是卡扎爾王朝親王及總理。他是沙阿法特赫-阿里沙阿（Fat′h-Ali Shah Qajar）的孫兒。

## 註腳
1. ↑  Ghani & Ghanī 2001，第24頁